# 1994
1994 (MCMXCIV) var ett normalår som började en lördag i den gregorianska kalendern.

## Händelser

### Januari
- 1 januari
  - Zapatisterna i den mexikanska delstaten Chiapas gör uppror[1] som svar på att landet har skrivit på frihandelsavtalet NAFTA.
  - Polis ingriper mot Harry Franzén, som, åberopande EU:s monopolförbud, säljer vin i sin ICA-butik i Röstånga, Skåne.[2]
- 3 januari – 124 personer omkommer då ett ryskt passagerarflygplan störtar i Irkutsk, Ryssland.[3]
- 6 januari – Förödande skogsbränder härjar i New South Wales, Australien.[4]
- 10–11 januari – USA:s president Bill Clinton föreslår mellan Nato, Warszawapaktens tidigare medlemsländer samt Sverige och Finland.[1]
- 17 januari – Ett jordskalv inträffar i ett ytterområde till Los Angeles (ca 30 km nordväst om centrum, i orten Northridge) med en magnitud av 6,7 på Richterskalan.[5] 57 människor omkommer och materiella skador uppstår till ett värde av ca 12 miljarder USD (18 miljarder USD i 2003 års penningvärde) och är därmed den kostsammaste jordbävningen i USA.
- 21 januari – Svenska polisen griper den så kallade "Militärligan", 11 män och en kvinna misstänkta för åtta grova rån.[6]
- 24 januari – Socialdemokraterna, Moderaterna, Folkpartiet och Kristdemokraterna enas om ett nytt svenskt pensionssystem som skall ersätta ATP från år 2000.[7] I det nya systemet skall man själv placera en del kapital i fonder, vilket gör pensionssystemet mer riskabelt än tidigare.
- 28 januari – Barbro "Lill-Babs" Svensson får Hans Majestät Konungens medalj av 8:e storleken för sina "mångåriga uppskattade insatser som artist".[6]
- 31 januari – Cirkusdirektören François Bronett avlider i en hjärtinfarkt på hotellrummet mitt under den pågående Monte Carlo-festivalen.

### Februari
- 2 februari

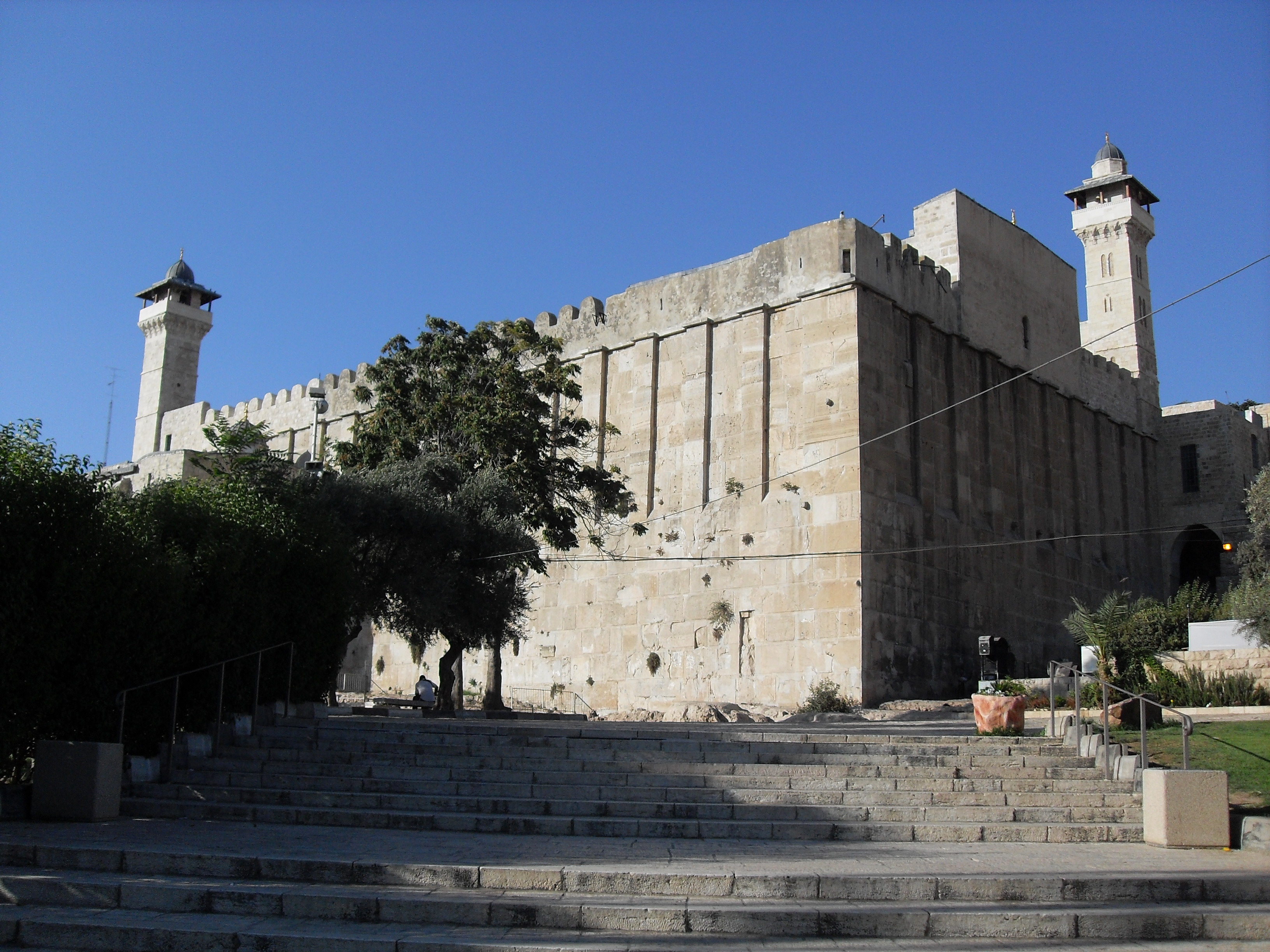
Massakern i Hebron.

De 17:e Olympiska vinterspelen hölls i Lillehammer, Norge.

  - Bertil Jonsson väljs till ny ordförande i LO efter Stig Malm.[6]
  - Pop/punk/rock-bandet Green Day släpper sitt tredje album Dookie.
- 5 februari
  - Ian Wachtmeister avgår som Ny demokratis partiordförande, utan att ens ha informerat Bert Karlsson[8], och efterträds av Harriet Colliander.
  - Den första Markalemassakern inträffar. 68 människor dödas.
- 10 februari – Vapenvila vid Sarajevo, bosnienserberna drar tillbaka sitt artilleri.[1]
- 12 – De 17:e olympiska vinterspelen invigs i Lillehammer.[8]
- 13 februari – 200 personer omkommer då ett fartyg sjunker utanför Thailand.[3]
- 15 februari – 52 personer dödas och 40 trampas ihjäl i Kina då de försöker komma med ett tåg.[3]
- 16 februari – 2 400 personer dödas och 75 000 personer blir hemlösa vid ett jordskalv på Sumatra.[5]
- 17 februari
  - Samarbetet mellan Volvo och Renault spricker definitivt.
  - USA:s president Bill Clinton meddelar att USA utökat sitt FN- och NATO-samarbete i Bosnien och Hercegovina.[9]
- 21 februari – Pernilla Wiberg, Sverige vinner guld i damernas alpina kombination vid olympiska vinterspelen i Lillehammer[6] före Vreni Schneider, Schweiz och Alenka Dovžan, Slovenien.
- 23 februari – Fred sluts mellan Kroatien och Bosnien och Hercegovina
- 22 februari – 82 personer dödas i en dammolycka i Sydafrika.[3]
- 25 februari – En israelisk bosättare i arméuniform skjuter ihjäl 29 personer i en moské i Hebron på Västbanken.[10]
- 27 februari
  - Expressen och Aftonbladet börjar utkomma som morgontidningar.
  - På spelens sista dag blir Sverige olympiska mästare i ishockey.[8] I finalen besegras Kanada.[6]
- 28 februari
  - Amerikanska stridsflygplan som patrullerar i flygförbudszonerna i Bosnien och Hercegovina under NATO:s kommando skjuter ner fyra serbiska Galeb-flygplan.[9]
  - Sverige och EU enas om villkoren för ett svenskt inträde i unionen.

### Mars
- 1 mars
  - Sydafrika överlämnar Walvis Bay och Pingvinöarna till Namibia.[11]
  - Martti Ahtisaari blir Finlands president.[1]
  - Den svenska Posten blir bolag efter 350 år som statligt verk .[8] Postverkets myndighetsfunktioner överförs till Telestyrelsen som därmed ändrar namn till Post- och telestyrelsen.
  - Sverige slutför medlemsförhandlingarna med Europeiska unionen tillsammans med Finland och Österrike.
- 6 mars – Jan Ottosson vinner Vasaloppet för fjärde gången.[2]
- 8 mars – 63 personer omkommer och ett 70-tal skadas då ett pendeltåg vid spårar ur i Sydafrika.[3]
- 13 mars – 24 personer omkommer och 30 000 ton råolja läcker ut då en oljetanker och ett lastfartyg kolliderar i Bosporen.[3] Oljetankern är grekcypriotisk.[4]
- 16 mars – Oljebolaget OK Petroleum köps av saudiern Mohammed Al-Amoudis företag Corral Petroleum för 9,5 miljarder SEK.[6]
- 20 mars – Inbördeskrig utbryter i Rwanda mellan hutu och tutsi.[1]
- 21 mars – Den 66:e oscarsgalan hålls i Dorothy Chandler Pavilion i Kalifornien.
- 27 mars – I USA dödas 40 personer och tusentals blir hemlösa av en orkan.[5]
- 29 mars – Silvio Berlusconi och hans parti Forza Italia vinner parlamentsvalet i Italien.[1]

### April
- 5 april
  - Århusmassakern
  - Kurt Cobain begår självmord.

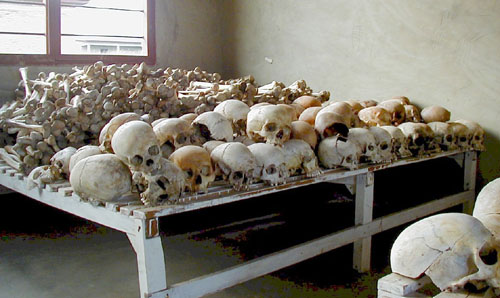
Folkmordet i Rwanda.

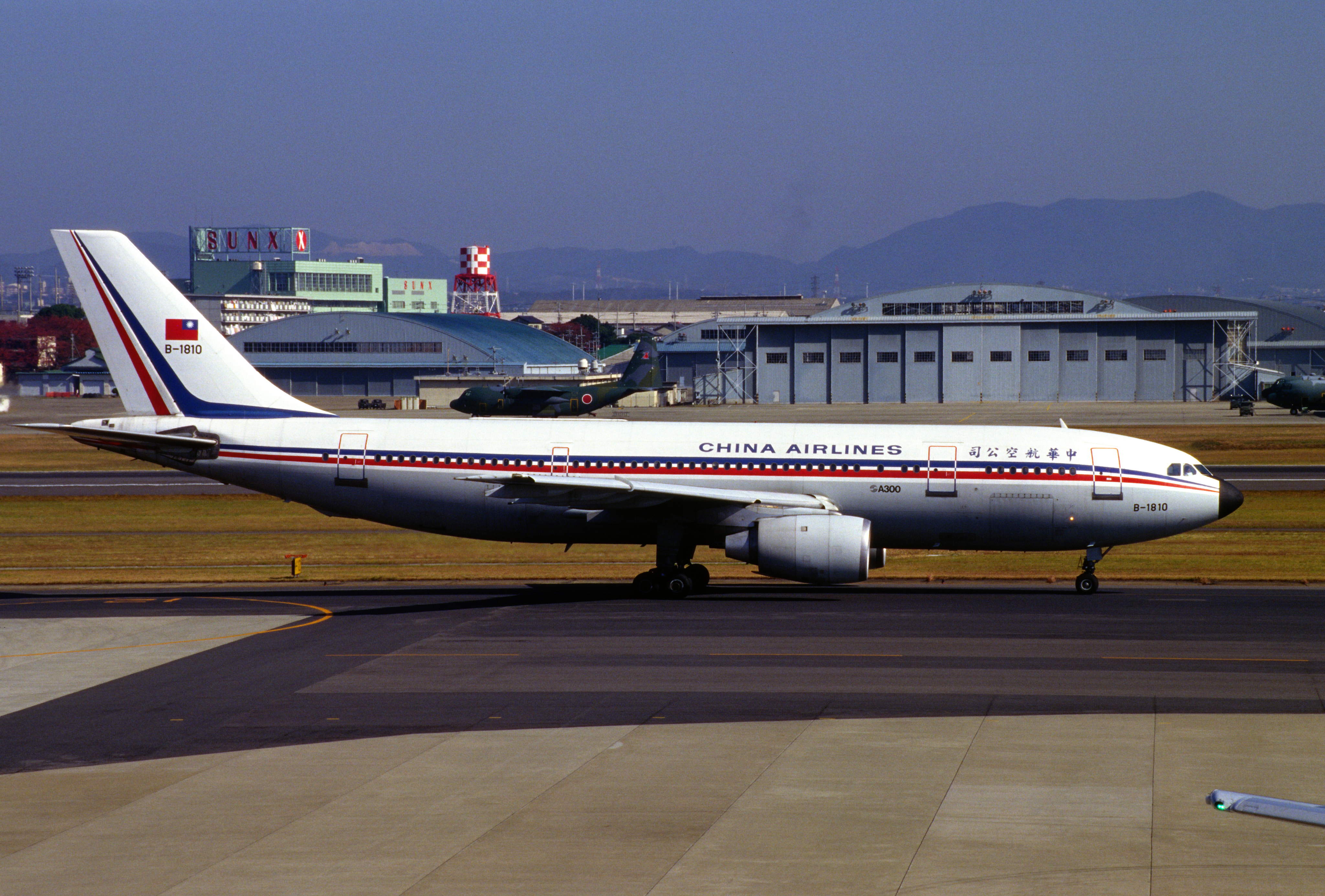
240 personer omkommer då en taiwanesisk Airbus störtar i Japan.

- 6 april – Rwandas president, Juvénal Habyarimana, och Burundis president är på väg till Rwanda från fredsöverläggningar när flygplanet de färdas i blir nedskjutet över Kigalis flygplats. Detta blir startskottet för folkmordet i Rwanda. 100 000-tals människor mördas, och utlänningar evakueras [1].
- 10–11 april – Amerikanska stridsflygplan under Natos kommando skjuter mot Bosnienserber som anfaller staden Gorozade [9].
- 12 april – USA:s president Bill Clinton meddelar att USA skall skicka soldater till Burundi för att evakuera amerikaner och rwandier [9].
- 14 april – Sveriges regering beslutar att alla barnfamiljer som sökt asyl i Sverige före 1 januari 1993 får uppehållstillstånd. Beslutet rör cirka 20 000 flyktingar, främst Kosovoalbaner [8].
- 19 april – USA:s president Bill Clinton meddelar att USA utökar sin militära personal i Makedonien [9].
- 20 april
  - USA:s president Bill Clinton meddelar att USA:s flotta fortsatt sitt embargo mot Haiti och att 712 fartyg bordats sedan 20 oktober 1993 [9].
  - Det svenska husläkarsystemet, som infördes vid bara några månader tidigare vid årsskiftet 1993-1994, avskaffas genom omröstning i Sveriges riksdag där Socialdemokraterna och Ny demokrati röstar emot regeringen.[6].
- 26 april
  - De första fria valen i Sydafrika slutar med seger för ANC, vars partiledare Nelson Mandela blir president [8].
  - 240 personer omkommer då en taiwanesisk Airbus störtar i Japan [3].
- 28 april – Inbördeskrig utbryter i Jemen [1].

### Maj

Kanaltunneln

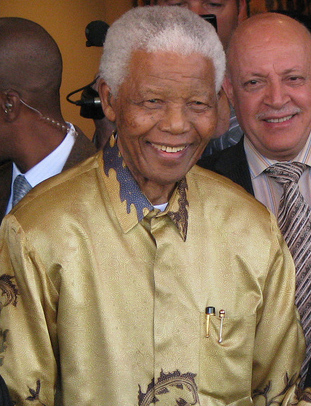
Nelson Mandela blir Sydafrikas första svarta president.

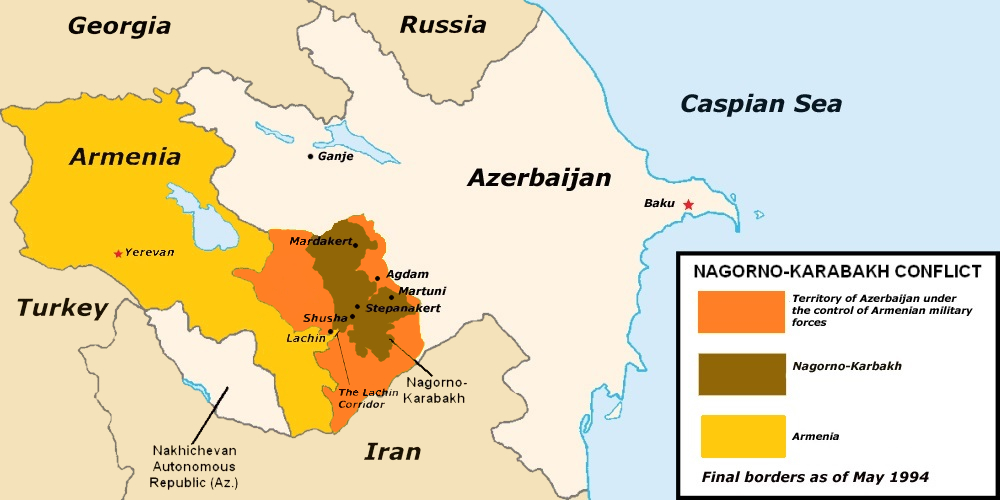
Eldupphör under Nagorno-Karabach-kriget.

- 1 maj – Ayrton Senna (F1-Världsmästare) dör i en olycka på Imola under San Marino's GP.
- 4 maj
  - Palestinierna erhåller självförvaltning i Gazaremsan och Jeriko [12].
  - Europaparlamentet godkänner Sverige, Finland, Norge och Österrike för medlemskap i EU [2].
- 6 maj – Kanaltunneln under Engelska kanalen invigs [10].
- 9 maj – Nelson Mandela blir Sydafrikas första svarta president [1].
- 16 maj – Armenien och Azerbajdzjan enas om vapenvila i Nagorno-Karabach [1].
- 20 maj – Efter begravning i Cluny Parish Church, Edinburgh som setts av 900 personer medan 3 000 personer följt kortegen på gatorna, begravs John Smith vid en privat familjebegravning på Ionaön, på begravningsplatsen Reilig Odhráin, där flera skotska kungar samt monarker av Irland, Norge och Frankrike ligger begravda.[13]
- 21 maj – Sydjemen förklarar sig självständigt igen. Jemen tillgriper militärt våld för att stoppa detta [1].
- 13 maj – Palestinska befrielseorganisationen tar över i Jeriko [1].
- 24 maj – Över 2 000 personer omkommer då panik utbryter vid en folkmassa i Mecka [3].

### Juni
- 1 juni – Sveriges riksdag beslutar att införa så kallad "pappamånad" i den svenska föräldraförsäkringen, vilket innebär att alla pappor måste vara hemma med sina småbarn minst en månad, annars dras föräldrapenningen in [8]. Dessutom införs ett vårdnadsbidrag för alla svenska barn mellan 1 och 3 år, som endast delvis eller inte alls tas omhand av den offentliga barnomsorgen.
- 2 juni
  - 29 av Storbritanniens främsta terrorismbekämpare omkommer vid en helikopterolycka i Skottland, Storbritannien [3]
  - Den konkursförsatte affärsmannen Carl-Eric Björkegren försvinner spårlöst från sin bostad i skånska Viken.
- 6 juni – 160 personer omkommer då ett kinesiskt Tupolevflygplan störtar i Irkutsk, Ryssland [3].
- 7 juni – Den svenska riksdagen godkänner registrerat partnerskap för homosexuella par med regler om bland annat bodelning och arvsrätt [2], varmed de får samma rättigheter som gifta.
- 9 juni – Kalle Anka fyller 60 år.
- 9–12 juni – Val till europaparlamentet hålls inom EU:s dåvarande tolv medlemsländer.
- 11 juni – 24-årige fänriken Mattias Flink skjuter ihjäl fem unga kvinnor och två män med sitt tjänstevapen i Falun efter ett svartsjukegräl med sin förra flickvän[8].
- 12 juni – Österrike säger i en folkomröstning med bred marginal ja till EU-medlemskap [8].
- 16 juni – Den svenska regeringen godkänner byggandet av Öresundsbron. Olof Johansson lämnar posten som miljöminister i protest några timmar före beslutet. Han anger som skäl att Miljödepartementet inte var klar med utredningen [6].
- 19 juni
  - Filippinska flickan Sarah Balabagan, som arbetar som hembiträde i Förenade arabemiraten, dödar sin arbetsgivare.
  - Socialdemokraterna röstar på en extra partistämma ja till svenskt EU-medlemskap.
- 22 juni – Ryssland och Nato skriver samarbetsavtal [1].
- 24 juni – Regeringscheferna för Sverige, Norge, Finland och Österrike undertecknar fördrag om anslutning till EU [1].

### Juli
- 1 juli

Världsmästerskapet i fotboll 1994 hölls i USA.

  - Sverige inför läroplanen Lpo 94 för det obligatoriska skolväsendet. Den innebär att grundskolans stadieindelning avskaffas.
  - Den svenska skuldsaneringslagen innebär att svårt skuldsatta personer kan få en skuldsaneringsplan på fem år som ska godkännas av fordringsägarna [6].
- 7 juli – Inbördeskriget i Jemen slutar med att Sydjemen besegrats och Jemen återförenats [1].
- 4 juli – RPF intar Kigali, avbryter folkmordet och övertar makten i Rwanda. Bortåt en miljon människor har dödats under folkmordet.
- 16 juli – Sverige besegrar Bulgarien med 4-0 i Pasadena och blir bronsmedaljör vid VM i fotboll i USA [8].

Brasilien bäst i fotboll.

- 17 juli – Brasilien vinner VM-finalen i fotboll i USA, i finalen ger man Italien stryk på straffsparkar med 3-2 efter 0-0 i ordinarie speltid och förlängning [8].
- 19 juli – Rwanda får en ny regering, där president Pasteur Bismungu är hutu och vicepresident Paul Kagame är tutsi [1].
- 21 juli
  - Luxemburgs premiärminister Jacques Santer väljs till EU-kommissionens nye ordförande efter Jacques Delors [1].
  - Tony Blair blir partiledare för det brittiska labourpartiet [1].
- 22 juli – Fångarna på Tidaholmsanstalten gör uppror [10].
- 26 juli – 40 personer dödas då ett femvåningshus i Kazakstan rasar efter gasexplosion [3].

### Augusti
- 2 augusti – Den förrymde svenske spionen Stig Bergling, som varit borta i sju år och bytt namn till Eugen Sandberg, återvänder av hälsoskäl. Han grips direkt av svensk polis, och blir inlåst i fängelset igen [8].
- 5 augusti – Serbiska ställningar utanför Sarajevo angrips av Natos militärflygplan då serberna stulit vapen som FN beslagtagit [1].
- 6 augusti – De av FN beslagtagna vapnen i Bosnien-Hercegovina som serberna stulit lämnas tillbaka [1].
- 11 augusti – Det första e-handelsköpet med on-line kryptering till en privatperson genomförs, amerikanske Phil Brandenberger i Philadelphia köper artisten Stings cd-skiva Ten Summoner's Tales genom nättjänsten NetMarket.
- 18 augusti – Vid ett jordskalv i Algeriet omkommer 147 personer medan 10 000 blir hemlösa [5].
- 20 augusti – 200 personer omkommer då färja sjunker i Bangladesh [3].
- 21 augusti – I Kina dödas 450 personer av en tyfon [5].
- 29 augusti – De sista ryska soldaterna lämnar Estland och Lettland [1].
- 30 augusti – 93 personer dödas i en gasexplosion i en kolgruva i Filippinerna [3].
- 31 augusti – IRA lägger ner sina vapen och ställer in alla militära operationer [10].

### September
- 1 september – Israel och Marocko upptar diplomatiska förbindelser [1].
- 16 september – Danska reseledaren Louise Jensen förs bort, våldtas och mördas av tre brittiska soldater i Cypern.[14]

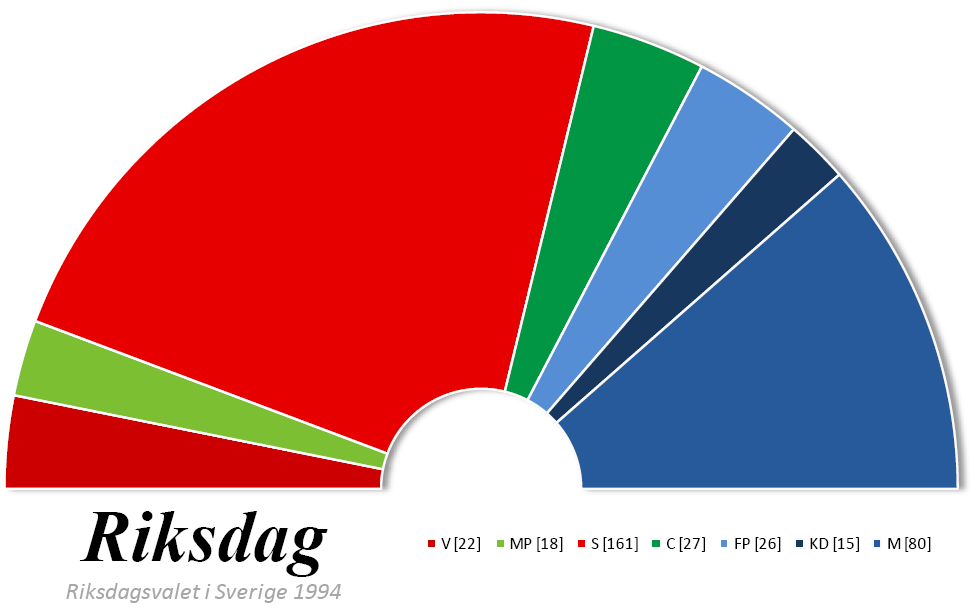
Riksdagsval i Sverige.

- 18 september – I det svenska riksdagsvalet får socialdemokraterna 45,3 % av rösterna och har tillsammans med vänsterpartiet majoritet. Ny demokrati får 1,2 % av rösterna [6] och förlorar sina mandat medan Miljöpartiet kommer tillbaka [8] med 5 % av rösterna.

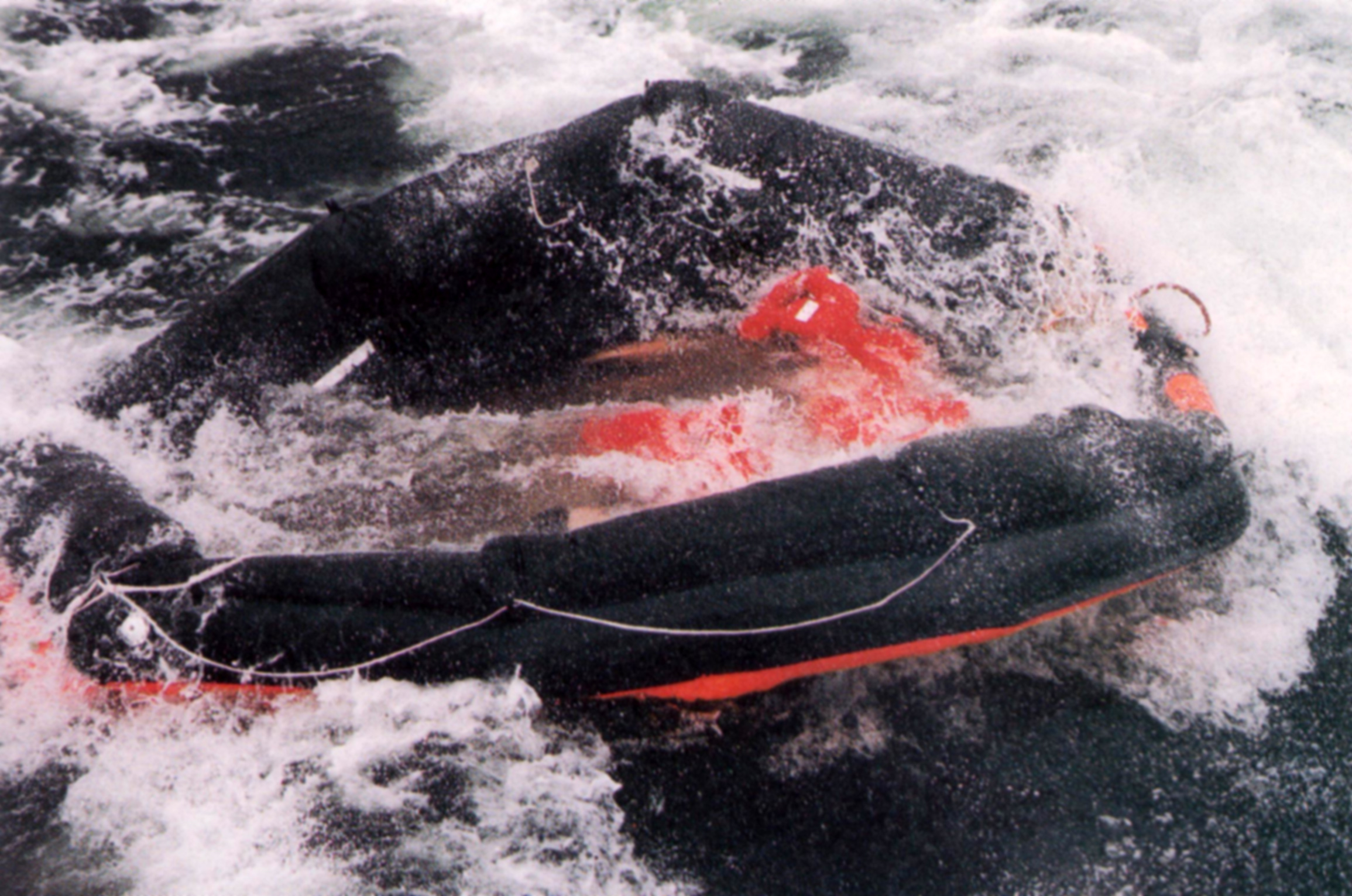
Estoniakatastrofen

- 19 september – Sveriges statsminister Carl Bildt lämnar in sin avskedsansökan.
- 21 september
  - USA:s president Bill Clinton meddelar att USA skickar 1 500 soldater till Haiti för att återställa demokratin [9].
  - Första avsnittet av tv-serien Tre Kronor sänds.
- 22 september – Första avsnittet av tv-serien Vänner sänds i USA.
- 27 september – Mattias Flink döms till 14 års fängelse, trots konstaterad psykisk störning. Domen förlängs senare till livstid [2].
- 28 september – Estlines passagerarfärja M/S Estonia förliser i hårt väder på Östersjön efter en kraftig slagsida, och sjunker till botten söder om Finska Utö [8] i Ålands hav, varvid 852 människor drunknar [2] medan 137 överlever [6]. Olyckan är den dittills största med fartyg på Östersjön i fredstid [3]. Av de omkomna är 501 svenskar.
- 30 september – Alla USA:s soldater har lämnat Rwanda [9].

### Oktober

Palau självständigt.

- 1 oktober – Palau blir självständigt från Mikronesiens federerade stater [15].
- 3 oktober – Fernando Henrique Cardoso vinner presidentvalet i Brasilien.
- 5 oktober – 48 medlemmar ur sekten Soltempelorden hittas döda på två gårdar i Schweiz efter att de begått kollektivt självmord.
- 7 oktober
  - En ny svensk regering under Ingvar Carlsson tillträder. Göran Persson blir finansminister [2].
  - EG-domstolen fastställer bötesdomen för Tetra Pak, som dömds för brott mot EG:s konkurrenslagar, till böter på närmare 700 miljoner SEK [6].
- 8 oktober – "Lasermannen" John Ausonius försvarare hoppar av efter att ha blivit misshandlad av sin klient [10].
- 9 oktober – Vid årets parlamentsval i Österrike behåller socialdemokraterna och kristdemokraterna makten.
- 11 oktober – Första numret av tidskriften Dagens Medicin utkommer.
- 13 oktober – Protestantiska gerillagrupper i Nordirland lägger ner vapnen [1].
- 15 oktober
  - Haitis folkvalde president Jean-Bertrand Aristide återvänder efter tre års exil [1].
  - I Norge dödas en femårig flicka vid namn Silje Redergård av jämnåriga, som påstods blivit inspirerade av TV-serien Power Rangers.

- 16 oktober

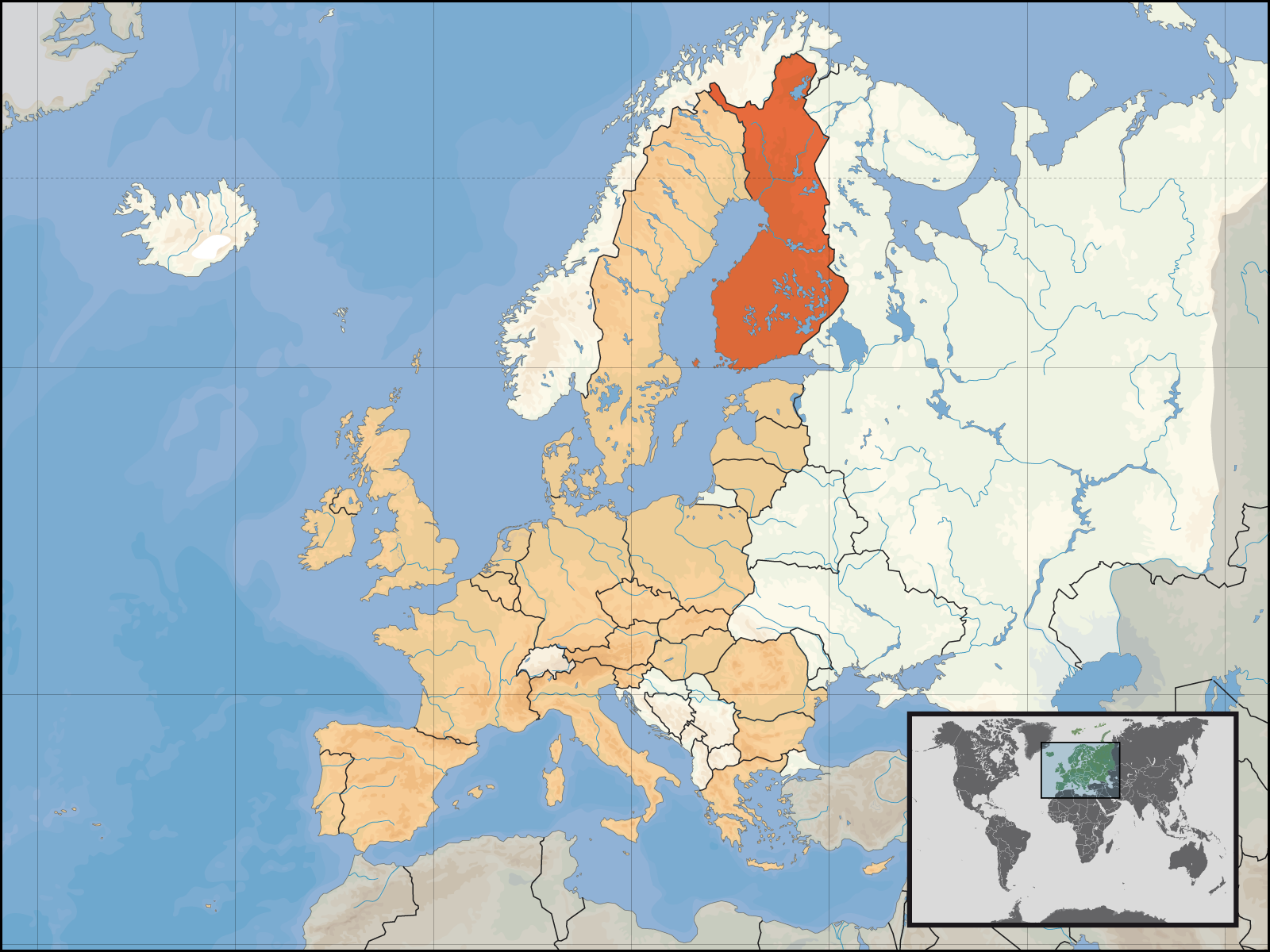
Finland röstar ja till EU-medlemskap

  - Finländarna röstar med 57 % ja till EU-medlemskap i en rådgivande, men i praktiken avgörande, folkomröstning [8].
  - Över 100 personer omkommer då en färja sjunker vid Bangladesh kust [3].
- 20 oktober – Medlemmarna av militärligan döms. Huvudledaren får 14 års fängelse, övriga döms till att sitta inne mellan 3 och 12 år.[6]
- 26 oktober
  - Israel och Jordanien sluter fred.[1]
  - 32 personer omkommer då en vägbro i Sydkorea rasar.[3]
- 27 oktober – En stor oljekatastrof avslöjas i Ryssland, där ett trasigt rörsystem under flera månaders tid läckt ut flera hundra miljoner liter råolja som hotar Norra ishavet.[4]

### November

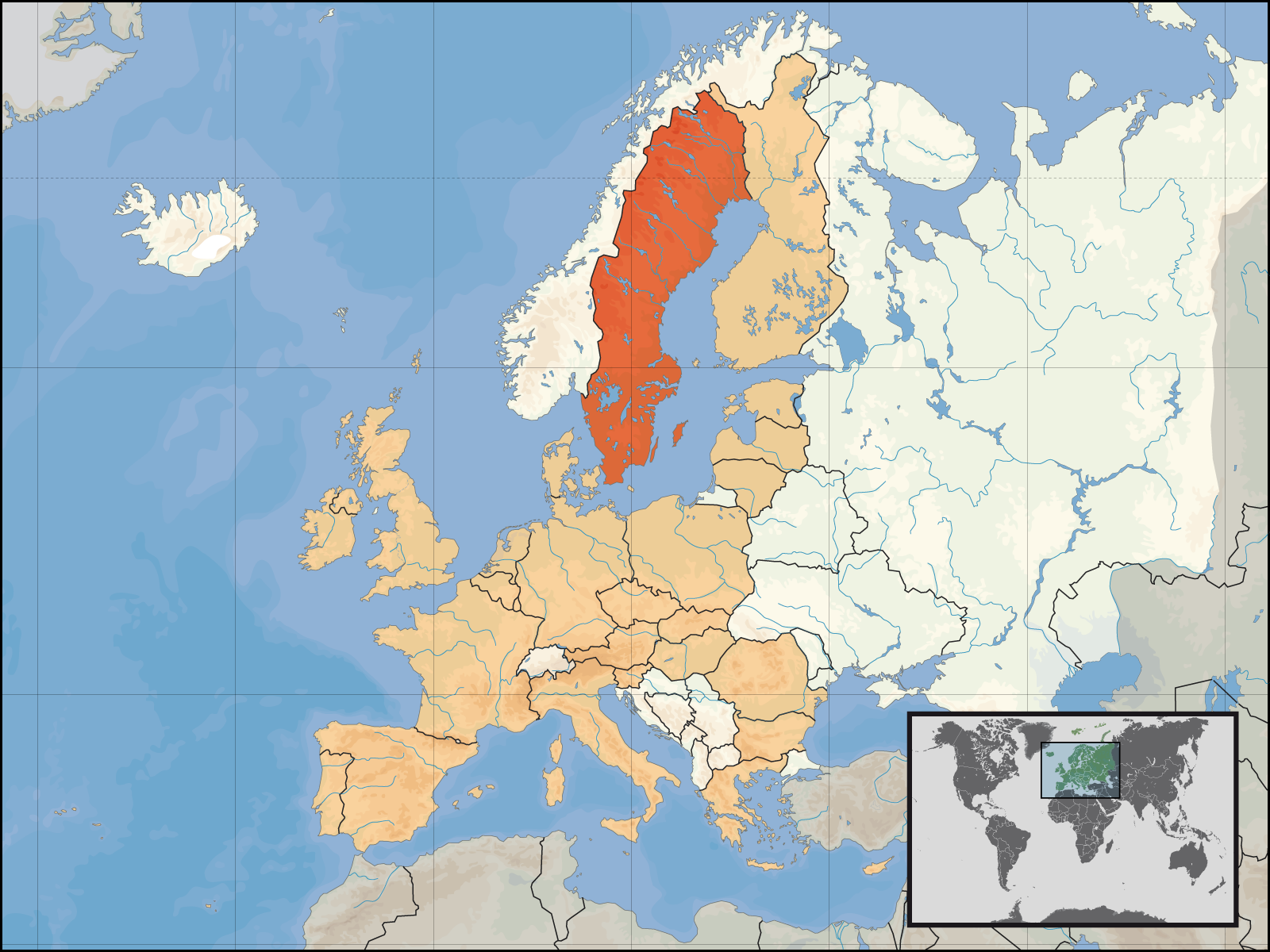
Sverige röstar ja till EU-medlemskap

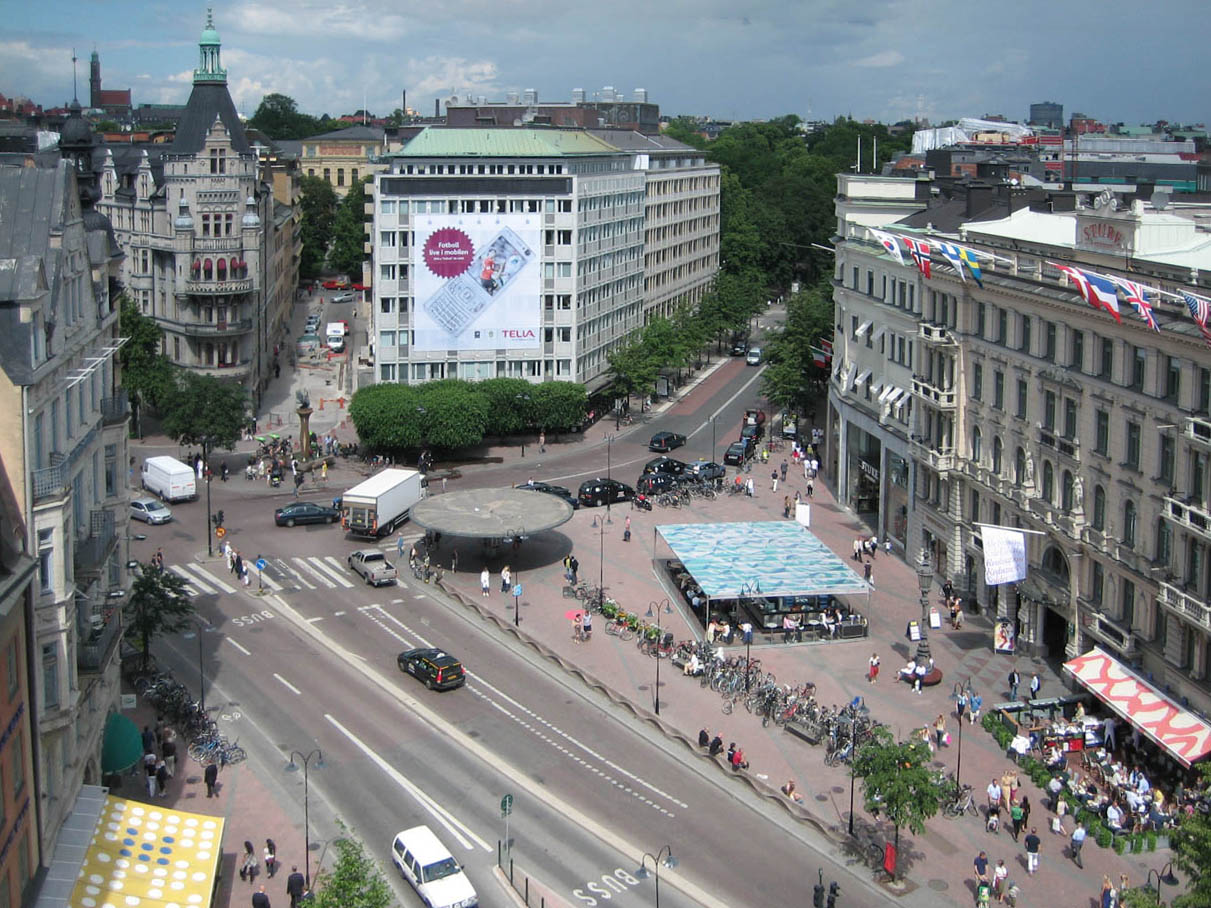
Stureplansmorden

- 2 november – Sveriges finansminister Göran Persson presenterar en sänkning av de offentliga utgifterna som innebär att den svenska statskassan skall förstärkas med 57 miljarder SEK fram till 1996.[8]
- 3 november – 122 personer omkommer då oljedepå i Egypten exploderar.[3]
- 5 november – 42-årige George Foreman, USA återtar världsmästerskapstiteln i tungviktsboxning efter att ha slagit ut Michael Moorer, USA.[10]
- 6 november – Skyfall i norra Italien vållar stora skador för 30 miljarder SEK.[4][4].
- 8 november – Republikanerna får majoritet i såväl senaten som representanthuset vid kongressvalet i USA.[1]
- 10 november – Irak erkänner Kuwait som suverän stat.[1]
- 13 november – Svenskarna röstar i en folkomröstning ja till svenskt EU-medlemskap, där det uppmärksammas att ja-sidan har starkare resurser i argumentationen.[8] Ja vinner med 52,3 % mot 46,8 % nej.[6]
- 14 november – Reguljär passagerartågtrafik mellan London och Paris inleds genom Kanaltunneln.[1]
- 15 november – I Filippinerna dödas över 60 personer vid en jordbävning.[5]
- 20 november
  - Åland röstar ja till EU-medlemskap.[1]
  - En 15-årig pojke mördas vid en skola i Bjuv. Mördarna, två bröder på 16 och 17 år, har planerat mordet sedan länge. Mordet får stor uppmärksamhet i media, och misstänktes av många ha stark koppling till rollspel.
- 27 november – 233 personer dödas vid en brand i en danslokal i Kina.[3]
- 28 november – I en folkomröstning säger Norge nej till EU-medlemskap, med nej-sidan anförd av Senterpartiets Anne Enger Lahnstein.[8]

### December

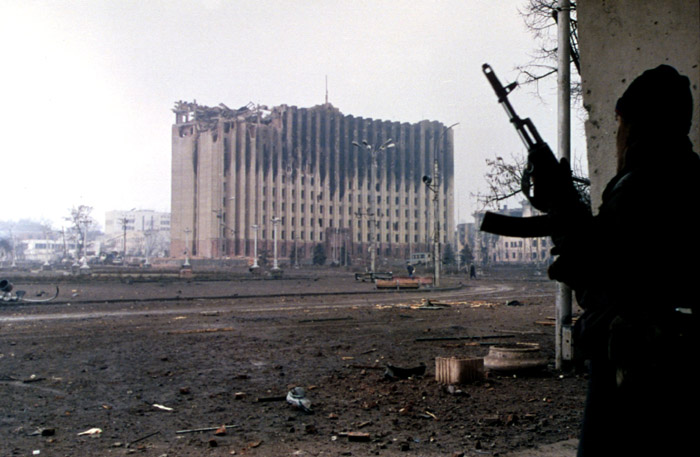
Det tjetjenska regeringssätet i Groznyj i lågor (Första Tjetjenienkriget).

- 4 december – Tre unga kvinnor och en manlig dörrvakt dödas då en kriminellt belastad 25-åring, påhejad av två medbrottslingar, skjuter med ett stulet automatvapen vid Sturecompagniets entré, efter att tidigare under natten ha nekats att få komma in.[8] Cirka 20 personer skadas.[10]
- 8 december – Över 300 personer omkommer vid en brand i en biograf i Kina.[3]
- 9 december – Rysslands president Boris Jeltsin ger Rysslands regering fullmakt att använda våld i Tjetjenien.[1]
- 11 december – Ryska soldater går in i Tjetjenien.[1]
- 15 december
  - Den svenska riksdagen beslutar enhälligt om svenskt EU-medlemskap.[7]
  - Den svenska regeringen bestämmer av etiska skäl att den förlista färjan M/S Estonia skall ligga kvar på havsbotten.[2]
- 22 december – Italiens premiärminister Silvio Berlusconi lämnar in sin avskedsansökan.[1]
- 26 december – Fyra kapare dödas när franska antiterrorstyrkor stormar Air France Flight 8969, som kapats av terrorister i Alger två dagar tidigare, vid Marseille Provence flygplats i Frankrike.
- 29 december – Minst 50 personer omkommer då ett turkiskt flygplan kraschar mot en bergvägg.[3]
- 31 december – Fryshusmordet inträffar.

### Okänt datum
- International Au Pair Association (IAPA) bildas inom au pair-branschen.[16]
- Kina, Vietnam, Laos, Kambodja, Myanmar och Thailand enas om att utöka polis- och tullsamarbetet vid gränserna för att lättare få bukt med drogsmugglingen i gyllene triangelns område.[17]
- Den svenska lagen om totalförsvarsplikt antas.
- Ersättningsnivåerna i det svenska socialförsäkringssystemet sänks till 70 procent.
- Privatiseringen av SSAB avslutas genom att svenska staten säljer ut sitt sista aktieinnehav.
- Den svenska myndigheten Handikappsombudsmannen (HO) inrättas.
- Sveriges idag ännu aktiva vingård planteras i östra Skåne av Percy Månsson och uppkallas Domän Sånana eller Skillinge Vingård.
- Sveriges riksdag förbjuder rökning på skolgårdar[2] och i offentliga lokaler.
- Sveriges riksdag förbjuder tobaksreklam i tidningar, tidskrifter, radio och TV.[2]
- Inger Claesson Wästberg blir Sveriges första handikappombudsman.[2]
- Ett Sverigehus invigs i Sankt Petersburg.
- Tjänstemännens centralorganisation får sin första kvinnliga ordförande i Inger Ohlsson.
- Ingvar Carlsson är med och leder FN-kommissionen för globalt samarbete.
- Sverige går med i organisationen Partnerskap för fred (PFF).
- Tidningskoncernen Marieberg, som redan äger Dagens Nyheter och Expressen, köper Sydsvenskan, Kvällsposten och Göteborgs-Tidningen.
- Ann Charlotte Norås blir Göteborgs första kvinnliga länspolismästare.[2]
- 30 kartonger påträffas vid Sveriges största förfalskningshärva någonsin.[2]
- Med 141 av 349 kvinnliga ledamöter efter valet i september är Sveriges riksdag världens mest jämställda parlament.[2]
- Sparkstöttingen får en ny form då Lars Eriksson och Bengt Pettersson presenterar sitt projektarbete om monomeden vid Designhögskolan i Umeå.[18]

## Födda

### Januari
- 6 januari – Denis Suárez Fernández, spansk fotbollsspelare.
- 7 januari – Phoebe Stänz, schweizisk ishockeyspelare.
- 22 januari – Silawan Intamee, thailändsk fotbollsspelare.
- 29 januari – Phillipp Mwene, österrikisk fotbollsspelare.

### Februari
- 1 februari – Harry Styles, brittisk sångare.
- 10 februari – Miguel Almirón, paraguyansk fotbollsspelare.
- 14 februari – Paul Butcher, amerikansk skådespelare.
- 17 februari – Bisse Unger, svensk barnskådespelare.
- 18 februari – Ulrik Munther, svensk sångare och låtskrivare.
- 23 februari – Dakota Fanning, amerikansk skådespelare.
- 24 februari – Jessica Pegula, amerikansk tennisspelare.
- 28 februari – Jake Bugg, brittisk sångare.

### Mars
- 1 mars – Justin Bieber, kanadensisk sångare.
- 22 mars – Taurean Prince, amerikansk basketspelare.

### April
- 9 april
  - Benjamin Reichwald, svensk hiphopartist med artistnamnet Bladee.
  - Clara Henry, svensk komiker, författare, skådespelare och programledare.
- 11 april
  - Dakota Blue Richards, brittisk skådespelare.
  - Jonna Lundell, svensk Youtube-profil.
- 12 april
  - Saoirse Ronan, irländsk-amerikansk skådespelare.
  - Airi Suzuki, japansk sångerska.
- 18 april – Moises Arias, amerikansk skådespelare.
- 21 april – Mikael Lidgard, svensk barnskådespelare.
- 28 april – Joonas Korpisalo, finländsk ishockeyspelare.

### Maj
- 1 maj – Khamzat Chimaev, svensk-tjetjensk brottare och MMA-utövare.
- 4 maj – Alexander Gould, amerikansk skådespelare.
- 12 maj – Drew Mikuska, amerikansk skådespelare.
- 20 maj – Frida Sandén, svensk sångare.
- 23 maj – Axel Skogberg, svensk skådespelare.
- 27 maj – Vilma Rogsten-Zammel, svensk barnskådespelare.
- 29 maj – Christian Harrison, amerikansk tennisspelare.

### Juni
- 2 juni – Jemma McKenzie-Brown, brittisk skådespelare.
- 11 juni – Ivana Baquero, spansk barnskådespelare.
- 12 juni – Lindsay Daenen, belgisk artist.
- 18 juni – Takeoff, amerikansk rappare.
- 29 juni
  - Camila Mendes, amerikansk skådespelerska.
  - Alysha Newman, kanadensisk stavhoppare.

### Juli
- 1 juli – Edvin Endre, svensk skådespelare.
- 6 juli – Camilla och Rebecca Rosso, brittiska skådespelare.
- 16 juli – Mark Indelicato, amerikansk skådespelare.
- 17 juli – Victor Nilsson Lindelöf, svensk fotbollsspelare.

### Augusti
- 2 augusti – Jacob Collier, engelsk musiker, sångare, kompositör och arrangör.
- 13 augusti – Filip Forsberg, svensk ishockeyspelare.
- 27 augusti – Breanna Stewart, amerikansk basketspelare.

### September
- 3 september – John Jangard, svensk skådespelare.
- 4 september – Greta Thurfjell, svensk journalist.
- 7 september – Simon Tibbling, svensk fotbollsspelare.
- 22 september – Alexander Wennberg, svensk ishockeyspelare.
- 25 september – Jansen Panettiere, amerikansk röst- och filmskådespelare.

### Oktober
- 9 oktober – Jodelle Ferland, kanadensisk barnskådespelare.

### November
- 10 november – Nyjah Huston, amerikansk skateboardåkare.

### December
- 2 december – Elias Lindholm, svensk ishockeyspelare.
- 3 december – Jake T. Austin, amerikansk barnskådespelare.
- 6 december – Giannis Antetokounmpo, grekisk basketspelare.
- 14 december – Hayley Scamurra, amerikansk ishockeyspelare.
- 23 december – Ben Mitkus, svensk youtuber.
- 28 december – Jonna Sundling, svensk längdskidåkare.
- 30 december – Bianca Ingrosso, svensk influerare.

## Avlidna

### Första kvartalet

#### Januari
- 1 januari – Cesar Romero, 86, amerikansk skådespelare, bland annat känd för rollen som Jokern i Läderlappen.
- 8 januari – Hans Asplund, 72, svensk arkitekt, professor vid Lunds tekniska högskola.
- 11 januari – Helmut Poppendick, 92, tysk SS-läkare.
- 12 januari – Gunnar Hägglöf, 89, svenskt statsråd, Sveriges första FN-ambassadör.
- 14 januari – Torsten Gustafsson, 73, svensk centerpartistisk politiker, försvarsminister 1981–1982.
- 15 januari –
  - Harry Nilsson, 52, amerikansk sångare och kompositör.
  - Inga Thorsson, 78, svensk diplomat och politiker,
- 20 januari – Hugo Hasslo, 82, svensk operasångare (baryton).
- 21 januari – Ingrid Björnberg, 80,[19] barnflicka på Stockholms slott från 1938.[20]
- 23 januari – Yngve Nordwall, 84, svensk skådespelare och regissör.
- 25 januari – Sven Perfors, 72, svensk militär.
- 29 januari – Ulrike Maier, 26, österrikisk alpin skidåkare.
- 31 januari – François Bronett, 61, svensk cirkusdirektör.

#### Februari
- 6 februari – Joseph Cotten, 88, amerikansk skådespelare.
- 7 februari – Witold Lutosławski, 81, polsk kompositör.
- 11 februari
  - Paul Feyerabend, 70, österrikisk filosof.
  - Sune Mangs, 61, finlandssvensk sångare, revyartist och skådespelare.
  - Neil Bonnett, 47, amerikansk racerförare.
- 12 februari – Donald Judd, 65, amerikansk konstnär inom minimalismen.
- 14 februari – Andrej Tjikatilo, 57, rysk seriemördare.
- 25 februari
  - Baruch Goldstein, 37, amerikansk-israelisk läkare, bosättare och massmördare.
  - Lars Seligman, 83, svensk skådespelare.
- 26 februari – Bill Hicks, 32, amerikansk ståuppkomiker.

#### Mars
- 3 mars – Lars Widding, 69, svensk journalist och författare.
- 4 mars – John Candy, 43, kanadensisk skådespelare.
- 6 mars
  - Melina Mercouri, 73, grekisk skådespelare, författare och politiker.
  - Larry Eyler, 41, amerikansk seriemördare.
- 9 mars
  - Fernando Rey, 76, spansk skådespelare.
  - Charles Bukowski, 73, amerikansk författare.
- 17 mars
  - Ellsworth Vines, 82, amerikansk tennisspelare.
  - Mai Zetterling, 68, svensk skådespelare och regissör.
- 22 mars – Walter Lantz, 94, amerikansk animatör, filmregissör och filmproducent.
- 25 mars – Ilse-Nore Tromm, 81, svensk skådespelare.
- 29 mars – Paul Grimault, 89, fransk regissör av animerad film.
- 31 mars – Léon Degrelle, 87, belgisk politiker, grundare och ledare för rexismen, en fascistisk rörelse.

### Andra kvartalet

#### April
- 5 april – Kurt Cobain, 27, amerikansk sångare i Nirvana.
- 6 april
  - Juvénal Habyarimana, 57, Rwandas president.
  - Cyprien Ntaryamira, 39, Burundis president.
- 8 april – Åke Wallenquist, 90, svensk astronom och författare.
- 16 april – Ralph Ellison, 80, amerikansk författare.
- 19 april – Ivar Syberg, 86, svensk militär.
- 22 april – Richard Nixon, 81, amerikansk politiker, USA:s president 1969–1974.[8]
- 28 april – Olav Nordrå, 74, norsk författare.
- 30 april – Roland Ratzenberger, 33, österrikisk racerförare, dödskrasch.

#### Maj
- 1 maj – Ayrton Senna, 34, brasiliansk racerförare, dödskrasch.
- 4 maj – Per Engdahl, 85, svensk nationalistisk politiker.
- 5 maj – Gregor Dahlman, 70, svensk skådespelare.
- 7 maj – Clement Greenberg, 85, amerikansk konstkritiker.
- 10 maj – John Wayne Gacy, 52, amerikansk seriemördare, avrättad.
- 12 maj
  - Solveig Lagström, 72, svensk skådespelare och sångare.
  - John Smith, 55, brittisk politiker, partiledare för Labour 1992–1994, handelsminister 1978–1979.
- 13 maj – John Swainson, 68, amerikansk demokratisk politiker, guvernör i Michigan 1961–1963.
- 19 maj – Jacqueline Kennedy Onassis, 64, amerikansk fotograf, gift med John F. Kennedy 1953–1963 och med Aristoteles Onassis 1968–1975.
- 26 maj – George Wildman Ball, 84, amerikansk diplomat, FN-ambassadör 1968.
- 29 maj – Erich Honecker, 81, östtysk politiker, statschef 1971–1989.
- 30 maj
  - Marcel Bich, 79, fransk industriman.
  - Lennart Cedrup, 70, svensk journalist.

#### Juni
- 10 juni – Edward Kienholz, 66, amerikansk konstnär.
- 14 juni – Henry Mancini, 70, amerikansk kompositör, pianist och dirigent.
- 16 juni – Kristen Pfaff, 27, amerikansk basist.
- 28 juni – Ulrik Neumann, 75, dansk kompositör, sångare och musiker (gitarrist).
- 29 juni – Jack Unterweger, 43, österrikisk seriemördare.

### Tredje kvartalet

#### Juli
- 2 juli – Andrés Escobar, 27, colombiansk fotbollsspelare, back.
- 3 juli – Lew Hoad, 59, australisk tennisspelare.
- 6 juli – Cameron Mitchell, 75, amerikansk skådespelare.
- 8 juli – Kim Il-sung, 82, nordkoreansk diktator sedan 1948[8].
- 12 juli – Signhild Björkman, 87, svensk skådespelare.
- 15 juli – Harald Molander, 84, svensk regissör och filmproducent.
- 16 juli – Julius Sjögren, 95, svensk skådespelare.
- 20 juli – Paul Delvaux, 96, belgisk målare.
- 21 juli – Hugh Scott, 93, amerikansk republikansk politiker, senator 1959–1977.

#### Augusti
- 7 augusti – Larry Martyn, 60, brittisk skådespelare.

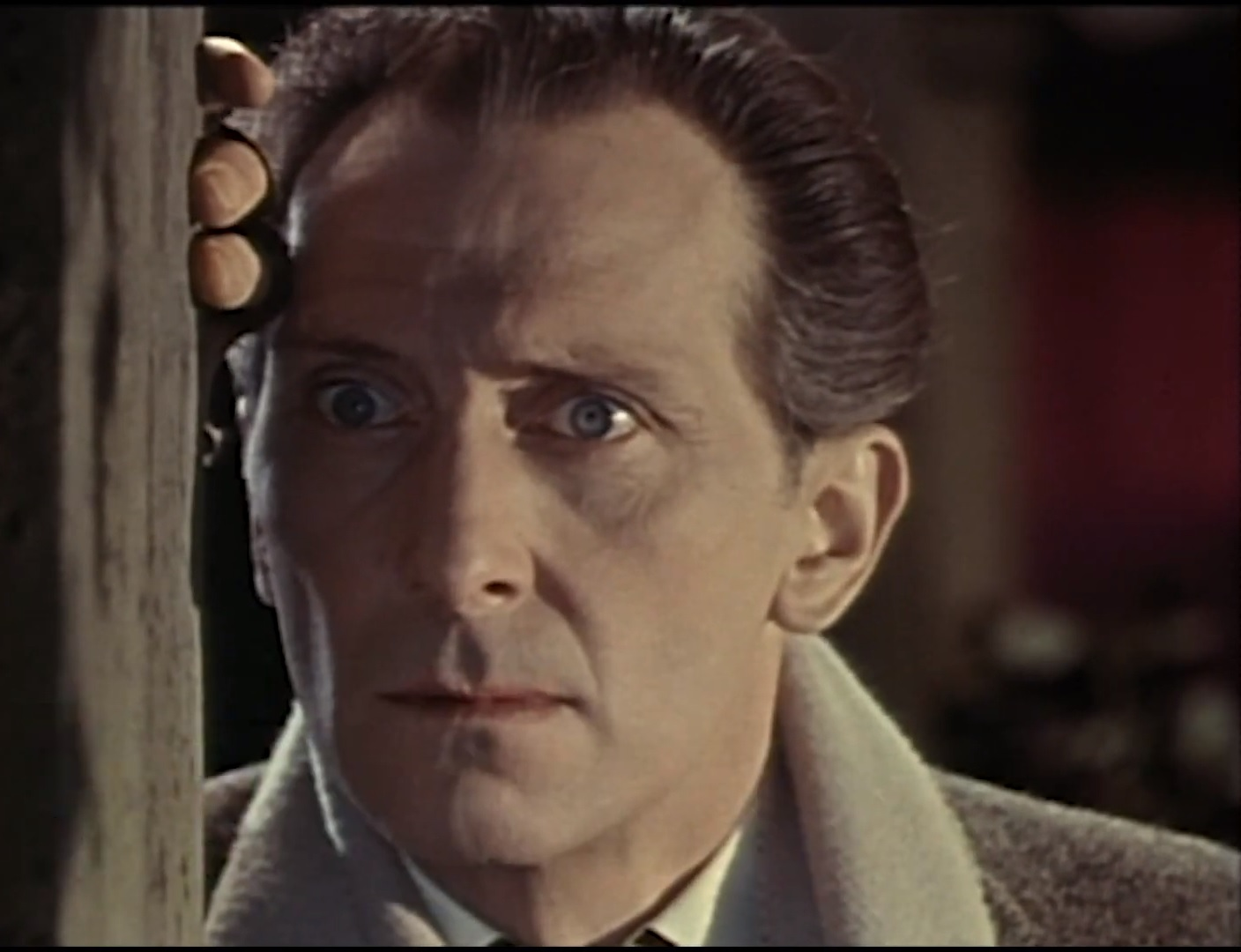
Den brittiske skådespelaren Peter Cushing avled den 11 augusti 81 år gammal.

- Den brittiske skådespelaren Peter Cushing avled den 11 augusti 81 år gammal.11 augusti – Peter Cushing, 81, brittisk skådespelare.
- 14 augusti – Elias Canetti, 89, bulgarisk-brittisk författare.
- 15 augusti – Paul Anderson, 61, amerikansk tyngdlyftare.
- 18 augusti – Charles Redland, 83, svensk kompositör, kapellmästare och musiker.
- 19 augusti – Linus Pauling, 93, amerikansk kemist, nobelpristagare i kemi 1954 och fred 1962.
- 29 augusti – Jack Miller, 78, amerikansk republikansk politiker och jurist, senator 1961–1973.

#### September
- 3 september
  - Billy Wright, 70, engelsk fotbollsspelare och -tränare.
  - Fylgia Zadig, 72, svensk skådespelare.
- 4 september – Folke Mellvig, 81, svensk författare och manusförfattare.
- 5 september – Harry Brandelius, 84, svensk schlagersångare.
- 6 september – Nicky Hopkins, 50, brittisk musiker, pianist.
- 7 september – Anders "Bubben" Burström, 45, svensk komiker och musiker.
- 9 september – Patrick O'Neal, 66, amerikansk skådespelare.
- 11 september – Jessica Tandy, 85, amerikansk skådespelare.
- 17 september
  - Kristian Almgren, 23, svensk skådespelare.
  - Karl Popper, 92, brittisk filosof.
- 25 september – Bengt Logardt, 79, svensk tandläkare, regissör, skådespelare manusförfattare och kompositör.
- 28 september – Pierre Isacsson, 46, svensk sångare (Estoniakatastrofen).

### Fjärde kvartalet

#### Oktober
- 3 oktober – Arne Nyberg, 83, svensk skådespelare.
- 5 oktober – Luc Jouret, 46, fransk sektledare.
- 13 oktober – Ture Königson, 84, svensk folkpartistisk riksdagsledamot.
- 15 oktober
  - Ingvar Lindström, 70, svensk agronom och ämbetsman.
  - Åke Uppström, 85, svensk skådespelare.
- 18 oktober
  - Herman Ahlsell, 75, svensk regissör och skådespelare.
  - Aina Rosén, 85, svensk skådespelare.
- 20 oktober – Burt Lancaster, 80, amerikansk skådespelare.
- 21 oktober
  - Thore Ehrling, 81, svensk kompositör, arrangör av filmmusik, orkesterledare och jazzmusiker.[2]
  - Gustav Jonsson, 86, svensk läkare, ledare för Barnbyn Skå.[2]

#### November
- 4 november – Sam Francis, 71, amerikansk konstnär.
- 7 november – Sten Sundfeldt, 78, svensk diplomat.
- 12 november – Wilma Rudolph, 54, amerikansk friidrottare med tre OS-guld.
- 16 november – Alf Häggstam, 48, svensk operasångare (bas) och sångpedagog.
- 21 november – Thomas Kuchel, 84, amerikansk republikansk politiker, senator 1953–1969.
- 28 november – Jeffrey Dahmer, 34, amerikansk seriemördare, mördad i fängelse.

#### December
- 6 december – Daniella Josberg, 22, svensk författare, mördad.
- 30 december – Ingrid Cargin, 70, svensk operasångerska och skådespelare.

## Nobelpris[21]
- Fysik
  - Bertram N. Brockhouse, Kanada
  - Clifford G. Shull, USA
- Kemi – George A. Olah, USA
- Medicin
  - Alfred G. Gilman, USA
  - Martin Rodbell, USA
- Litteratur – Kenzaburo Oe, Japan
- Fred
  - Yassir Arafat, Palestina
  - Shimon Peres, Israel
  - Yitzhak Rabin, Israel
- Ekonomi
  - John Harsanyi, USA
  - John F. Nash Jr, USA
  - Reinhard Selten, Tyskland

### Fotnoter
1. 1 2 3 4 5 6 7 8 9 10 11 12 13 14 15 16 17 18 19 20 21 22 23 24 25 26 27 28 29 30 31 32  Faktakalendern 2000 – 1994 (Utlandet), Semic, 1999
2. 1 2 3 4 5 6 7 8 9 10 11 12 13 14 15 16  Hundra år i Sverige – 1994, Hans Dahlberg, Albert Bonniers, 1999
3. 1 2 3 4 5 6 7 8 9 10 11 12 13 14 15 16 17 18 19 20  Faktakalendern 1996, Semic, 1995
4. 1 2 3 4 5  Faktakalendern 1997, Semic, 1996
5. 1 2 3 4 5 6  Faktakalendern 2006, Semic, 2005
6. 1 2 3 4 5 6 7 8 9 10 11 12 13 14  Sverige 1900-talet – 1994, NE, Bra Böcker, 2000
7. 1 2  Faktakalendern 2000 – 1994 (Sverige), 1999
8. 1 2 3 4 5 6 7 8 9 10 11 12 13 14 15 16 17 18 19 20 21  20:e århundrades När Var Hur – 1994, Bernt Himmelstedt, Forum, 1999
9. 1 2 3 4 5 6 7 8  ”USA:s militära insatser i utlandet”. Arkiverad från originalet den 29 november 2005. https://web.archive.org/web/20051129052401/http://www.history.navy.mil/library/online/forces.htm. Läst 31 januari 2011.
10. 1 2 3 4 5 6 7  100 år med Aftonbladet – 1994, 1999
11. ↑  ”World Statesmen”. http://www.worldstatesmen.org/South_Africa.html.
12. ↑  ”100 år med Aftonbladet”. http://wwwc.aftonbladet.se/special/1900/40/israel.html. – Från Hitlers läger till ett heligt krig, 1999
13. ↑  http://www.scotland.org.uk/guide/Isle_of_Iona
14. ↑  ”Soldier free after Cyprus killing”. BBC. 14 augusti 2006. http://news.bbc.co.uk/1/hi/england/4792915.stm. Läst 4 februari 2008.
15. ↑  ”World Statesmen”. http://www.worldstatesmen.org/Palau.htm.
16. ↑  ”International Au Pair Association – About IAPA”. Arkiverad från originalet den 17 augusti 2011. https://web.archive.org/web/20110817063051/http://www.iapa.org/portal/page/portal/MenuSecSiteIAPA/MenuAbout%20IAPA.
17. ↑  ”Narkotika”. Arkiverad från originalet den 24 maj 2011. https://web.archive.org/web/20110524131828/http://members.fortunecity.com/simulatorsmusicsite/droger/narkotika.htm.
18. ↑  Sverige 1900-talet – Kommunikativ, snabb, snål, skön och säker design, NE, Bra Böcker, 2000
19. ↑  ”Svensk filmdatabas – Ingrid Björnberg”. Arkiverad från originalet den 26 augusti 2014. https://web.archive.org/web/20140826162513/http://www.sfi.se/sv/svensk-filmdatabas/Item/?type=PERSON&itemid=364693.
20. ↑  ”Bokus 2009 – Victoria”. http://www.bokus.com/newsletters/Pdf/9789174240726.pdf.
21. ↑  ”Nobelpriset”. https://www.nobelprize.org/prizes/lists/all-nobel-prizes/. Läst 10 april 2011.